# Onuphis affinis
Onuphis affinis är en ringmaskart som beskrevs av Hilbig in Blake, Hilbig och Scott 1995. Onuphis affinis ingår i släktet Onuphis och familjen Onuphidae. Inga underarter finns listade i Catalogue of Life.